# Hůlkovice
Hůlkovice je vrchol v České republice ležící v Českomoravské vrchovině.

## Poloha
Hůlkovice se nachází mezi obcemi Čtyři Dvory a Brťoví. Z okolní krajiny vystupuje výrazně, ale vzhledem k výšce okolních vrchů není příliš dominantní. Svahy nejsou extrémně prudké. Hůlkovice se nachází na území Přírodního parku Svratecká hornatina.

## Vodstvo
Svahy Hůlkovice jsou odvodňovány dvěma levými přítoky Svratky. Oba se do ní vlévají ve Švařci. Okolo jižního svahu teče Záskalský potok a okolo severního svahu Brťovský potok.

## Vegetace
Vrcholová část Hůlkovice je porostlá smíšeným lesem, který je rozdělen odlesněným pásem nacházejícím se pod elektrickým vedením 22 kV. Pás vede přímo přes kótu od východu na západ a umožňuje směrově omezené daleké výhledy na rozsáhlou a malebnou část Českomoravské vrchoviny, mimo jiné i na hrady Zubštejn a Louka a na rozhlednu Karasín. Níže položené části svahů jsou porostlé loukami a poli.

## Komunikace
Severně a jižně od Hůlkovice vedou silnice spojující Prosetín a Švařec. Severní přes Brťoví a jižní přes Čtyři Dvory. Brťoví a Čtyři Dvory navíc spojuje špatně sjízdná polní cesta vedoucí po západním svahu kopce. Přímo na vrchol žádná cesta ani pěšina nevede.

## Stavby
Přímo přes vrchol vede elektrické vedení 22 kV. Vedení spojuje rozvodnu u Bystřice nad Pernštejnem z obcemi východně a jihovýchodně od Hůlkovice. Vedení směřuje od západu na východ. Na jižním svahu jsou pod hranicí lesa situovány nejvýše položené budovy obce Čtyři Dvory.